# 湘南乃風〜一五一会〜
『湘南乃風〜一五一会〜』（しょうなんのかぜ・いちごいちえ）は、湘南乃風の7枚目のオリジナルアルバム。2018年6月13日にトイズファクトリーから発売された。

## 概要
- オリジナルアルバムとしては2015年に発売された『湘南乃風〜COME AGAIN〜』から約3年ぶりとなった。
- 16thシングル「はなび」以降のシングルA面曲のうち、17thシングル「龍虎宴」1曲目の「HORIZON」と19thシングル「六月の花/国士無双」の2曲のみ収録されていない。
- 初回限定盤には、14thシングル「パズル」から18thシングル「やめちまぇ!」までのシングル曲とアルバムのリードトラック曲のPVを収録したDVDを付属。

## 収録内容

### CD
1. Krazy Krazy
（作詞・作曲・編曲：湘南乃風）
2. KING OF THE WILD
（作詞・作曲・編曲：湘南乃風）
  - 17thシングル「龍虎宴」収録。
3. Winner
（作詞・作曲：湘南乃風 / 編曲：湘南乃風、STAND ALONE、 Carlos Okabe）
  - コンセプトミニアルバム「踊れ」収録。
4. ガキの俺へ
（作詞・作曲：湘南乃風、寺岡呼人 / 編曲：寺岡呼人）
  - 映画『銀幕版 湘南乃風〜一期一会〜』主題歌
  - 「やめちまぇ!」「六月の花」に続き、寺岡呼人との共作による楽曲。
5. Grand Blue
（作詞・作曲：湘南乃風 / 編曲：湘南乃風、STAND ALONE）
  - MBS・TBS系アニメ『ぐらんぶる』オープニングテーマ
6. Let Us Stand Up
（作詞：湘南乃風 / 作曲：湘南乃風、北郷満春 / 編曲：北郷満春）
7. 大きくなったら
（作詞：SHOCK EYE / 作曲・編曲：SHOCK EYE、soundbreakers）
  - SHOCK EYEのソロ楽曲。
  - MBSの総合情報番組『ミント!』月 - 木曜日のエンディングコーナー「おおきくなったらなにになりたい?」テーマソング
8. アイカラ
（作詞・作曲：RED RICE / 編曲：D&H & SUNNY BOY for TinyVoice、Production）
  - RED RICEのソロ楽曲。
9. 乾杯
（作詞：湘南乃風 / 作曲：湘南乃風、 Amin03 / 編曲：湘南乃風、 DJ first）
  - 2018年1月1日にアップされた動画で流れた楽曲。
10. Antoquino Señorita
（作詞：湘南乃風 / 作曲・編曲：湘南乃風、STAND ALONE）
11. Then You Smile
（作詞：若旦那 / 作曲：若旦那、PellyColo、編曲：PellyColo）
  - 若旦那のソロ楽曲。
12. はなび
（作曲：湘南乃風、banvox / 編曲：banvox）
  - 16thシングル。
13. やめちまぇ!
（作詞・作曲：湘南乃風、寺岡呼人 / 編曲：鈴木Daichi秀行）
  - 18thシングル。
14. One Song（Piano Ver.）
（作詞・作曲：HAN-KUN / 編曲：HAN-KUN、中野定博）
  - HAN-KUNのライブDVD『HAN-KUN TOUR 2017 LEGEND 〜DEEP IMPACT〜』付属CD収録曲のピアノバージョン。
15. 一期一会
（作詞・作曲：湘南乃風 / 編曲：湘南乃風、soundbreakers）

### DVD
1. パズル（Music Video）
2. バブル（Music Video）
3. 晴ル矢（Music Video）
4. はなび（Music Video）
5. ライバル(（Music Video）
6. 青空船（Music Video）
7. HORIZON / KING OF THE WILD（Music Video）
8. Hyper Something feat. INFINITY16, SALU, J-REXXX（Music Video）
9. PAN DE MIC（Music Video）
10. Baddest（Music Video）
11. Winner（Music Video）
12. ダンシング マップ（Music Video）
13. Summer Holidays（Music Video）
14. やめちまぇ!（Music Video）
15. 一期一会（Exclusive Movie）